# Изумрудновский сельсовет
Изумрудновский сельсовет — сельское поселение в Ирбейском районе Красноярского края.
Административный центр — посёлок Изумрудный.
Выделен в 1989 году из Ирбейского сельсовета.

## Население
| 2010 | 2012 | 2013 | 2014 | 2015 | 2016 | 2017 |
| ---- | ---- | ---- | ---- | ---- | ---- | ---- |
| 836  | ↗840 | ↘835 | ↗844 | ↘834 | ↘817 | ↘785 |

## Состав сельского поселения
В состав сельского поселения входят 2 населённых пункта:
| № | Населённый пункт | Тип населённого пункта          | Население |
| - | ---------------- | ------------------------------- | --------- |
| 1 | Изумрудный       | посёлок, административный центр | 658       |
| 2 | Малый Ирбей      | посёлок                         | 178       |

## Местное самоуправление
Изумрудновский сельский Совет депутатов
Дата избрания: 14.03.2010. Срок полномочий: 5 лет. Количество депутатов: 7
Глава муниципального образования
- Косторной Сергей Николаевич. Дата избрания: 14.03.2010. Срок полномочий: 5 лет